# Wereldkampioenschap rugby 2019
Het negende wereldkampioenschap rugby werd gehouden in Japan van 20 september tot en met 2 november 2019. Het is voor de eerste keer in de historie dat een Aziatisch land de organisatie toegewezen kreeg. Het kampioenschap werd gewonnen door Zuid-Afrika, dat Engeland in de finale versloeg met 12 - 32. Hiermee behaalden de Zuid-Afrikanen hun derde wereldtitel.

## Kandidaten
De drie landen hadden zich kandidaat gesteld om het WK te organiseren;
- Italië
- Zuid-Afrika
- Japan

Japan won het bid.
Hongkong en Singapore hadden belangstelling getoond voor het organiseren van een aantal wedstrijden, maar behoorden formeel niet tot de 12 wedstrijdenlocaties die door IRB werden toegewezen.

## Speelsteden
De wedstrijden werden gespeeld in twaalf stadions, verspreid over heel Japan.
| Chōfu                        | Yokohama | Fukuroi | Higashiōsaka                       |
| ---------------------------- | --- | --- | ---------------------------------- |
| Ajinomotostadion             | Nissan-stadion | Shizuokastadion | Hanazono Rugby Stadium             |
| Capaciteit: 49.970           | Capaciteit: 72.327 | Capaciteit: 50.889 | Capaciteit: 30.000                 |
|                              | | |                                    |
| Fukuoka                      | · Kumamoto Ōita Fukuoka Chofu Yokohama Shizuoka Higashiōsaka Toyota Sapporo Kobe Kumagaya Kamaishi Ajinomotostadion Noevir Stadium Kobe Locatie van de 12 speelstadions van het WK rugby 2019, gepresenteerd op 28 september 2015 | · Kumamoto Ōita Fukuoka Chofu Yokohama Shizuoka Higashiōsaka Toyota Sapporo Kobe Kumagaya Kamaishi Ajinomotostadion Noevir Stadium Kobe Locatie van de 12 speelstadions van het WK rugby 2019, gepresenteerd op 28 september 2015 | Toyota                             |
| Fukuoka Hakatanomori Stadium | · Kumamoto Ōita Fukuoka Chofu Yokohama Shizuoka Higashiōsaka Toyota Sapporo Kobe Kumagaya Kamaishi Ajinomotostadion Noevir Stadium Kobe Locatie van de 12 speelstadions van het WK rugby 2019, gepresenteerd op 28 september 2015 | · Kumamoto Ōita Fukuoka Chofu Yokohama Shizuoka Higashiōsaka Toyota Sapporo Kobe Kumagaya Kamaishi Ajinomotostadion Noevir Stadium Kobe Locatie van de 12 speelstadions van het WK rugby 2019, gepresenteerd op 28 september 2015 | City of Toyota Stadium             |
| Capaciteit: 22.563           | · Kumamoto Ōita Fukuoka Chofu Yokohama Shizuoka Higashiōsaka Toyota Sapporo Kobe Kumagaya Kamaishi Ajinomotostadion Noevir Stadium Kobe Locatie van de 12 speelstadions van het WK rugby 2019, gepresenteerd op 28 september 2015 | · Kumamoto Ōita Fukuoka Chofu Yokohama Shizuoka Higashiōsaka Toyota Sapporo Kobe Kumagaya Kamaishi Ajinomotostadion Noevir Stadium Kobe Locatie van de 12 speelstadions van het WK rugby 2019, gepresenteerd op 28 september 2015 | Capaciteit: 45.000                 |
|                              | · Kumamoto Ōita Fukuoka Chofu Yokohama Shizuoka Higashiōsaka Toyota Sapporo Kobe Kumagaya Kamaishi Ajinomotostadion Noevir Stadium Kobe Locatie van de 12 speelstadions van het WK rugby 2019, gepresenteerd op 28 september 2015 | · Kumamoto Ōita Fukuoka Chofu Yokohama Shizuoka Higashiōsaka Toyota Sapporo Kobe Kumagaya Kamaishi Ajinomotostadion Noevir Stadium Kobe Locatie van de 12 speelstadions van het WK rugby 2019, gepresenteerd op 28 september 2015 |                                    |
| Sapporo                      | · Kumamoto Ōita Fukuoka Chofu Yokohama Shizuoka Higashiōsaka Toyota Sapporo Kobe Kumagaya Kamaishi Ajinomotostadion Noevir Stadium Kobe Locatie van de 12 speelstadions van het WK rugby 2019, gepresenteerd op 28 september 2015 | · Kumamoto Ōita Fukuoka Chofu Yokohama Shizuoka Higashiōsaka Toyota Sapporo Kobe Kumagaya Kamaishi Ajinomotostadion Noevir Stadium Kobe Locatie van de 12 speelstadions van het WK rugby 2019, gepresenteerd op 28 september 2015 | Ōita                               |
| Sapporo Dome                 | · Kumamoto Ōita Fukuoka Chofu Yokohama Shizuoka Higashiōsaka Toyota Sapporo Kobe Kumagaya Kamaishi Ajinomotostadion Noevir Stadium Kobe Locatie van de 12 speelstadions van het WK rugby 2019, gepresenteerd op 28 september 2015 | · Kumamoto Ōita Fukuoka Chofu Yokohama Shizuoka Higashiōsaka Toyota Sapporo Kobe Kumagaya Kamaishi Ajinomotostadion Noevir Stadium Kobe Locatie van de 12 speelstadions van het WK rugby 2019, gepresenteerd op 28 september 2015 | Ōitastadion                        |
| Capaciteit: 41.410           | · Kumamoto Ōita Fukuoka Chofu Yokohama Shizuoka Higashiōsaka Toyota Sapporo Kobe Kumagaya Kamaishi Ajinomotostadion Noevir Stadium Kobe Locatie van de 12 speelstadions van het WK rugby 2019, gepresenteerd op 28 september 2015 | · Kumamoto Ōita Fukuoka Chofu Yokohama Shizuoka Higashiōsaka Toyota Sapporo Kobe Kumagaya Kamaishi Ajinomotostadion Noevir Stadium Kobe Locatie van de 12 speelstadions van het WK rugby 2019, gepresenteerd op 28 september 2015 | Capaciteit: 40.000                 |
|                              | · Kumamoto Ōita Fukuoka Chofu Yokohama Shizuoka Higashiōsaka Toyota Sapporo Kobe Kumagaya Kamaishi Ajinomotostadion Noevir Stadium Kobe Locatie van de 12 speelstadions van het WK rugby 2019, gepresenteerd op 28 september 2015 | · Kumamoto Ōita Fukuoka Chofu Yokohama Shizuoka Higashiōsaka Toyota Sapporo Kobe Kumagaya Kamaishi Ajinomotostadion Noevir Stadium Kobe Locatie van de 12 speelstadions van het WK rugby 2019, gepresenteerd op 28 september 2015 |                                    |
| Kumamoto                     | Kobe | Kumagaya | Kamaishi                           |
| Kumamoto Stadium             | Noevir Stadium Kobe | Kumagaya Rugby Stadium | Kamaishi Recovery Memorial Stadium |
| Capaciteit: 32.000           | Capaciteit: 30.132 | Capaciteit: 24.000 | Capaciteit: 16.187                 |
|                              | | |                                    |

## Gekwalificeerde landen
Aanvankelijk werd Roemenië gekwalificeerd als Europa 1 in groep A, maar uit een door World Rugby ingesteld onderzoek bleek dat Roemenië, België en Spanje zich schuldig hebben gemaakt aan het opstellen van niet-speelgerechtigde spelers in de kwalificatiewedstrijden. Om deze reden zijn Roemenië, België en Spanje gediskwalificeerd en neemt Rusland de plaats van Roemenië in.
Duitsland mag in plaats van Spanje aantreden voor een play-off duel met Portugal. De laatste WK-ticket werd gespeeld op 23 november 2018 tussen Canada en Hongkong, Canada won en plaatste zich voor het WK 2019.
| Land | Prestatie WK 2015                                                                                           |
| --- | --- |
| Nieuw-Zeeland Australië Zuid-Afrika Argentinië Ierland Wales Schotland Frankrijk Engeland Fiji Verenigde Staten Japan Tonga Italië Georgië Uruguay Samoa Rusland | Wereldkampioen Verliezend finalist Derde plaats Vierde plaats Kwartfinales Eerste ronde Niet gekwalificeerd |

Het Nederlandse nationale rugbyteam werd door Portugal uitgeschakeld voor een WK-ticket.

## Groepsfase
| Potindeling                              | Potindeling                           | Potindeling                     | Potindeling                           | Potindeling                |
| Pot 1                                    | Pot 2                                 | Pot 3                           | Pot 4                                 | Pot 5                      |
| ---------------------------------------- | ------------------------------------- | ------------------------------- | ------------------------------------- | -------------------------- |
| Nieuw-Zeeland Engeland Ierland Australië | Schotland Frankrijk Zuid-Afrika Wales | Argentinië Japan Georgië Italië | Fiji Verenigde Staten Namibië Rusland | Tonga Uruguay Samoa Canada |

| Legenda                                                                                   | Legenda |
| ----------------------------------------------------------------------------------------- | ------- |
| Geplaatst voor de kwartfinales en het wereldkampioenschap rugby 2023                      |         |
| Uitgeschakeld, maar heeft zich wel gekwalificeerd voor het wereldkampioenschap rugby 2023 |         |
| Uitgeschakeld                                                                             |         |

Top 3 in elk groep kwalificeren zich automatisch voor het wereldkampioenschap rugby 2023, maar slechts de top 2 in elk groep gaan door naar de volgende ronde.
WG = Wedstrijden gespeeld, G = Gewonnen, GL = Gelijkspel, V = Verloren, TV = aantal try's voor, TT = aantal try's tegen PV = Punten voor, PT = Punten tegen, +/- = verschil, BP = Bonuspunten.

### Groep A
| Team      | WG | G | GL | V | TV | TT | PV  | PT  | +/−  | BP | Ptn |
| --------- | -- | - | -- | - | -- | -- | --- | --- | ---- | -- | --- |
| Japan     | 4  | 4 | 0  | 0 | 13 | 7  | 115 | 62  | +53  | 3  | 19  |
| Ierland   | 4  | 3 | 0  | 1 | 18 | 2  | 121 | 27  | +94  | 4  | 16  |
| Schotland | 4  | 2 | 0  | 2 | 16 | 8  | 119 | 55  | +64  | 3  | 11  |
| Samoa     | 4  | 1 | 0  | 3 | 14 | 9  | 59  | 128 | -69  | 1  | 5   |
| Rusland   | 4  | 0 | 0  | 4 | 1  | 23 | 19  | 160 | -141 | 0  | 0   |

| Vrijdag 20 september 2019 19:45 (UTC+9) 12:45 (UTC+2) | Japan | 30 - 10 | Rusland                                                                | Ajinomotostadion, Tokio Toeschouwers: 45.745 Scheidsrechter: Nigel Owens |
| Vrijdag 20 september 2019 19:45 (UTC+9) 12:45 (UTC+2) | Try: Matsushima (3) 12' m, 39' c, 69' c Labuschagné 47' m Con: Tamura (1/3) 40' Matsuda (1/1) 71' Pen: Tamura (2/2) 44', 64' | Verslag | Try: Golosnitski 5' c Con: Kushnarev (1/1) 6' Pen: Kushnarev (1/1) 61' | Ajinomotostadion, Tokio Toeschouwers: 45.745 Scheidsrechter: Nigel Owens |

| Zondag 22 september 2019 16:45 (UTC+9) 9:45 (UTC+2) | Ierland | 27 - 3  | Schotland              | Nissan-stadion, Yokohama Toeschouwers: 63.731 Scheidsrechter: Wayne Barnes |
| Zondag 22 september 2019 16:45 (UTC+9) 9:45 (UTC+2) | Try: Ja. Ryan 6' c Best 14' m Furlong 25' c Conway 56' m Con: Sexton (1/2) 8' Murray (1/2) 27' Pen: Carty (1/1) 68' | Verslag | Pen: Laidlaw (1/1) 21' | Nissan-stadion, Yokohama Toeschouwers: 63.731 Scheidsrechter: Wayne Barnes |

| Dinsdag 24 september 2019 19:15 (UTC+9) 12:15 (UTC+2) | Rusland                                                 | 9 - 34  | Samoa                                                                                                | Kumagaya Athletic Stadium, Kumagaya Toeschouwers: 22.564 Scheidsrechter: Romain Poite |
| Dinsdag 24 september 2019 19:15 (UTC+9) 12:15 (UTC+2) | Pen: Kushnarev (2/2) 19', 26' Drop: Kushnarev (1/1) 48' | Verslag | Try: Leiua (2) 16' m, 80' m Amosa 45' m Fidow (2) 49' c, 53' c Lee-Lo 63' m Con: Pisi (2/5) 50', 54' | Kumagaya Athletic Stadium, Kumagaya Toeschouwers: 22.564 Scheidsrechter: Romain Poite |

| Zaterdag 28 september 2019 16:15 (UTC+9) 9:15 (UTC+2) | Japan                                                                         | 19 - 12 | Ierland                                                | Shizuokastadion, Shizuoka Toeschouwers: 47.813 Scheidsrechter: Angus Gardner |
| Zaterdag 28 september 2019 16:15 (UTC+9) 9:15 (UTC+2) | Try: Fukuoka 59' c Con: Tamura (1/1) 61' Pen: Tamura (4/6) 18', 34', 40', 72' | Verslag | Try: Ringrose 14' m Kearney 21' c Con: Carty (1/2) 22' | Shizuokastadion, Shizuoka Toeschouwers: 47.813 Scheidsrechter: Angus Gardner |

| Maandag 30 september 2019 19:15 (UTC+9) 12:15 (UTC+2) | Schotland | 34 - 0  | Samoa | Noevir Stadium Kobe, Kobe Toeschouwers: 27.856 Scheidsrechter: Pascal Gauzere |
| Maandag 30 september 2019 19:15 (UTC+9) 12:15 (UTC+2) | Try: Maitland 30' c Laidlaw 34' c Penalty try (2) 57', 75' Con: Laidlaw (2/2) 31', 36' Pen: Laidlaw (1/1) 9' Drop: Hogg (1/1) 38' | Verslag |       | Noevir Stadium Kobe, Kobe Toeschouwers: 27.856 Scheidsrechter: Pascal Gauzere |

| Donderdag 3 oktober 2019 19:15 (UTC+9) 12:15 (UTC+2) | Ierland | 35 - 0  | Rusland | Noevir Stadium Kobe, Kobe Toeschouwers: 26.856 Scheidsrechter: Jerome Garces |
| Donderdag 3 oktober 2019 19:15 (UTC+9) 12:15 (UTC+2) | Try: Kearney 2' c O'Mahony 13' c Ruddock 35' c Conway 62' c Ringrose 76' c Con: Sexton (3/3) 4', 15', 37' Carty (2/2) 63', 77' | Verslag |         | Noevir Stadium Kobe, Kobe Toeschouwers: 26.856 Scheidsrechter: Jerome Garces |

| Zaterdag 5 oktober 2019 19:30 (UTC+9) 12:30 (UTC+2) | Japan | 38 - 19 | Samoa                                                                     | Toyotastadion, Toyota Toeschouwers: 39.695 Scheidsrechter: Jaco Peyper |
| Zaterdag 5 oktober 2019 19:30 (UTC+9) 12:30 (UTC+2) | Try: Lafaele 28' c Himeno 53' c Fukuoka 76' m Matsushima 80+5' c Con: Tamura (3/4) 29', 55', 80+7' Pen: Tamura (4/5) 3', 8', 24', 51' |         | Try: Taefu 73' c Con: Taefu (1/1) 74' Pen: Taefu (4/5) 10', 15', 34', 45' | Toyotastadion, Toyota Toeschouwers: 39.695 Scheidsrechter: Jaco Peyper |

| Woensdag 9 oktober 2019 16:15 (UTC+9) 9:15 (UTC+2) | Schotland | 61 - 0  | Rusland | Shizuokastadion, Shizuoka Toeschouwers: 44.123 Scheidsrechter: Wayne Barnes |
| Woensdag 9 oktober 2019 16:15 (UTC+9) 9:15 (UTC+2) | Try: Hastings (2) 14' c, 18' c G. Horne (3) 22' c, 45' c, 59' m Turner 51' c Seymour 56' c Barclay 75' c McInally 78' c Con: Hastings (8/9) 15', 20', 24', 46', 53', 57', 76', 80' | Verslag |         | Shizuokastadion, Shizuoka Toeschouwers: 44.123 Scheidsrechter: Wayne Barnes |

| Zaterdag 12 oktober 2019 19:45 (UTC+9) 12:45 (UTC+2) | Ierland | 47 - 5  | Samoa             | Fukuoka Hakatanomori Stadium, Fukuoka Toeschouwers: 17.967 Scheidsrechter: Nic Berry |
| Zaterdag 12 oktober 2019 19:45 (UTC+9) 12:45 (UTC+2) | Try: Best 4' c Furlong 10' c Sexton (2) 21' c, 39' m Larmour 48' c Stander 65' c Conway 70' c Con: Sexton (4/5) 5', 11', 23', 50 Carbery (2/2) 67', 72' | Verslag | Try: J. Lam 26' m | Fukuoka Hakatanomori Stadium, Fukuoka Toeschouwers: 17.967 Scheidsrechter: Nic Berry |

| Zondag 13 oktober 2019 19:45 (UTC+9) 12:45 (UTC+2) | Japan                                                                                               | 28 - 21 | Schotland                                                                               | Nissan-stadion, Yokohama Toeschouwers: 67.666 Scheidsrechter: Ben O'Keeffe |
| Zondag 13 oktober 2019 19:45 (UTC+9) 12:45 (UTC+2) | Try: Matsushima 18' c Inagaki 26' c Fukuoka (2) 40' c, 43' c Con: Tamura (4/4) 20', 27', 40+2', 44' | Verslag | Try: Russell 7' c Nel 50' c Fagerson 55' c Con: Laidlaw (2/2) 8', 51' Russell (1/1) 56' | Nissan-stadion, Yokohama Toeschouwers: 67.666 Scheidsrechter: Ben O'Keeffe |

### Groep B
| Team          | WG | G | GL | V | TV | TT | PV  | PT  | +/−  | BP | PTN |
| ------------- | -- | - | -- | - | -- | -- | --- | --- | ---- | -- | --- |
| Nieuw-Zeeland | 4  | 3 | 1  | 0 | 22 | 1  | 157 | 21  | +136 | 2  | 16  |
| Zuid-Afrika   | 4  | 3 | 0  | 1 | 27 | 3  | 185 | 36  | +149 | 3  | 15  |
| Italië        | 4  | 2 | 1  | 1 | 21 | 4  | 98  | 78  | +20  | 2  | 12  |
| Namibië       | 4  | 0 | 0  | 3 | 3  | 25 | 34  | 175 | -141 | 0  | 2   |
| Canada        | 4  | 0 | 0  | 3 | 2  | 26 | 14  | 177 | -163 | 0  | 2   |

| Zaterdag 21 september 2019 18:45 (UTC+9) 11:45 (UTC+2) | Nieuw-Zeeland                                                                                                   | 23 - 13 | Zuid-Afrika                                                                             | Nissan-stadion, Yokohama Toeschouwers: 63.649 Scheidsrechter: Jerome Garces |
| Zaterdag 21 september 2019 18:45 (UTC+9) 11:45 (UTC+2) | Try: Bridge 24' c S. Barrett 27' c Con: Mo'unga (2/2) 25', 28' Pen: Mo'unga (2/3) 23', 67' B. Barrett (1/1) 72' | Verslag | Try: Du Toit 48' c Con: Pollard (1/1) 49' Pen: Pollard (1/2) 2' Drop: Pollard (1/1) 59' | Nissan-stadion, Yokohama Toeschouwers: 63.649 Scheidsrechter: Jerome Garces |

| Zondag 22 september 2019 14:15 (UTC+9) 7:15 (UTC+2) | Italië | 47 - 22 | Namibië                                                                                        | Hanazono Rugby Stadium, Higashiosaka Toeschouwers: 20.354 Scheidsrechter: Nic Berry |
| Zondag 22 september 2019 14:15 (UTC+9) 7:15 (UTC+2) | Try: Penalty try 11' Allan 26' c Tebaldi 40+1' c Bellini 44' c Canna 47' c Polledri 70' m Minozzi 76' c Con: Allan (3/3) 27', 40+2', 45' Canna (2/3) 48', 77' | Verslag | Try: Stevens 6' c Greyling 57' m Plato 79' c Con: Loubser (2/3) 7', 80' Pen: Loubser (1/1) 51' | Hanazono Rugby Stadium, Higashiosaka Toeschouwers: 20.354 Scheidsrechter: Nic Berry |

| Donderdag 26 september 2019 16:15 (UTC+9) 9:15 (UTC+2) | Italië | 48 - 7  | Canada                               | Fukouka Hakatanomori Stadium, Higashiosaka Toeschouwers: 16.984 Scheidsrechter: Nigel Owens |
| Donderdag 26 september 2019 16:15 (UTC+9) 9:15 (UTC+2) | Try: Steyn 8' c Budd 13' c Negri 44' c Penalty try 59' Bellini 62' m Zani 73' c Minozzi 79' m Con: Allan (3/4) 9', 14', 45' Canna (1/2) 74' Pen: Allan (1/1) 3' | Verslag | Try: Coe 69' c Con: Nelson (1/1) 71' | Fukouka Hakatanomori Stadium, Higashiosaka Toeschouwers: 16.984 Scheidsrechter: Nigel Owens |

| Zaterdag 28 september 2019 18:45 (UTC+9) 11:45 (UTC+2) | Zuid-Afrika | 57 - 3  | Namibië                | Toyotastadion, Toyota Toeschouwers: 36.449 Scheidsrechter: Mathieu Raynal |
| Zaterdag 28 september 2019 18:45 (UTC+9) 11:45 (UTC+2) | Try: Mbonambi (2) 10' c, 17' c Louw 15' m Mapimpi (2) 27' m, 54' c Am 42' c Gelant 48' c Kolisi 59' m Brits 64' c Con: E. Jantjies (6/9) 11', 19', 43', 50', 55', 66' | Verslag | Pen: Loubser (1/2) 24' | Toyotastadion, Toyota Toeschouwers: 36.449 Scheidsrechter: Mathieu Raynal |

| Woensdag 2 oktober 2019 19:15 (UTC+9) 12:15 (UTC+2) | Nieuw-Zeeland | 63 - 0  | Canada | Ōitastadion, Oita Toeschouwers: 34.411 Scheidsrechter: Romain Poite |
| Woensdag 2 oktober 2019 19:15 (UTC+9) 12:15 (UTC+2) | Try: Penalty try 5' J. Barrett 9' c Williams 17' c B. Barrett 36' c Ioane 41' c S. Barrett 45' c Frizell 47' c Weber (2) 50' c, 57' c Con: Mo'unga (8/8) 10', 19', 37', 43', 46', 49', 51', 59' | Verslag |        | Ōitastadion, Oita Toeschouwers: 34.411 Scheidsrechter: Romain Poite |

| Vrijdag 4 oktober 2019 18:45 (UTC+9) 11:45 (UTC+2) | Zuid-Afrika | 49 - 3  | Italië              | Shizuokastadion, Shizuoka Toeschouwers: 44.148 Scheidsrechter: Wayne Barnes |
| Vrijdag 4 oktober 2019 18:45 (UTC+9) 11:45 (UTC+2) | Try: Kolbe (2) 5' c, 52' m Mbonambi 26' c Am 57' c Mapimpi 67' c Snyman 75' m Marx 80+2' m Con: Pollard (4/7) 6', 27', 59', 68' Pen: Pollard (2/2) 11', 50' | Verslag | Pen: Allan (1/1) 8' | Shizuokastadion, Shizuoka Toeschouwers: 44.148 Scheidsrechter: Wayne Barnes |

| Zondag 6 oktober 2019 13:45 (UTC+9) 6:45 (UTC+2) | Nieuw-Zeeland | 71 - 9  | Namibië                         | Ajinomotostadion, Tokio Toeschouwers: 480354 Scheidsrechter: Pascal Gauzere |
| Zondag 6 oktober 2019 13:45 (UTC+9) 6:45 (UTC+2) | Try: Reece (2) 6' m, 53' c Lienert-Brown (2) 21' m, 47' c Ta'avao 36' c B. Smith (2) 40+5' c, 68' c Moody 42' m Whitelock 56' c J. Barrett 76' c Perenara 79' m Con: J. Barrett (8/11) 37', 40+6', 44', 48', 53', 57', 69', 77' | Verslag | Pen: Stevens (3/3) 3', 26', 30' | Ajinomotostadion, Tokio Toeschouwers: 480354 Scheidsrechter: Pascal Gauzere |

| Dinsdag 8 oktober 2019 19:15 (UTC+9) 12:15 (UTC+2) | Zuid-Afrika | 66 - 7  | Canada                                  | Noevir Stadium Kobe, Kobe Toeschouwers: 28.014 Scheidsrechter: Luke Pearce |
| Dinsdag 8 oktober 2019 19:15 (UTC+9) 12:15 (UTC+2) | Try: de Allende 3' c Nkosi 6' m Reinach (3) 10' c, 18' c, 21' c Gelant 28' c Steyn 40'+1 c Brits 55' c Willemse 66' c Malherbe 73' m Con: E. Jantjies (8/10) 3', 12', 20', 22', 29', 40'+2, 56', 68' | Verslag | Try: Heaton 46' c Con: Nelson (1/1) 48' | Noevir Stadium Kobe, Kobe Toeschouwers: 28.014 Scheidsrechter: Luke Pearce |

| Zaterdag 12 oktober 2019 13:45 (UTC+9) 6:45 (UTC+2) | Nieuw-Zeeland | 0 - 0 | Italië | Toyotastadion, Toyota Scheidsrechter: Luke Pearce |
| Zaterdag 12 oktober 2019 13:45 (UTC+9) 6:45 (UTC+2) |               |       |        | Toyotastadion, Toyota Scheidsrechter: Luke Pearce |

| Zondag 13 oktober 2019 12:15 (UTC+9) 5:15 (UTC+2) | Namibië | 0-0 (afgelast) | Canada | Kamaishi Recovery Memorial Stadium, Kamaishi Scheidsrechter: Paul Williams |
| Zondag 13 oktober 2019 12:15 (UTC+9) 5:15 (UTC+2) |         |                |        | Kamaishi Recovery Memorial Stadium, Kamaishi Scheidsrechter: Paul Williams |

### Groep C
| Team             | WG | G | GL | V | TV | TT | PV  | PT  | +/−  | BP | Ptn |
| ---------------- | -- | - | -- | - | -- | -- | --- | --- | ---- | -- | --- |
| Engeland         | 4  | 3 | 1  | 0 | 16 | 1  | 119 | 18  | +101 | 2  | 17  |
| Frankrijk        | 4  | 3 | 1  | 0 | 9  | 4  | 79  | 51  | +28  | 1  | 15  |
| Argentinië       | 4  | 2 | 0  | 2 | 11 | 14 | 106 | 89  | +17  | 3  | 11  |
| Tonga            | 3  | 0 | 0  | 3 | 5  | 8  | 36  | 86  | -60  | 1  | 1   |
| Verenigde Staten | 3  | 0 | 0  | 3 | 5  | 26 | 45  | 172 | -127 | 0  | 0   |

| Zaterdag 21 september 2019 16:15 (UTC+9) 9:15 (UTC+2) | Frankrijk | 23 - 21 | Argentinië | Ajinomotostadion, Tokio Toeschouwers: 40.004 Scheidsrechter: Angus Gardner |
| Zaterdag 21 september 2019 16:15 (UTC+9) 9:15 (UTC+2) | Try: Fickou 18' c Dupont 22' c Con: Ntamack (2/2) 19', 23' Pen: Ntamack (2/3) 30', 40+1' Drop: Lopez (1/1) 70' | Verslag | Try: Petti Pagadizábal 42' c Montoya 54' m Con: Sánchez (1/2) 43' Pen: Sánchez (1/1) 15' Urdapilleta (2/2) 61', 69' | Ajinomotostadion, Tokio Toeschouwers: 40.004 Scheidsrechter: Angus Gardner |

| Zaterdag 22 september 2019 19:15 (UTC+9) 12:15 (UTC+2) | Engeland | 35 - 3  | Tonga                  | Sapporo Dome, Sapporo Toeschouwers: 35.923 Scheidsrechter: Paul Williams |
| Zaterdag 22 september 2019 19:15 (UTC+9) 12:15 (UTC+2) | Try: Tuilagi (2) 24' m, 31' c George 57' c Cowan-Dickie 77' c Con: Farrell (3/4) 33', 58', 78' Pen: Farrell (3/3) 11', 37', 43' | Verslag | Pen: Takulua (1/2) 15' | Sapporo Dome, Sapporo Toeschouwers: 35.923 Scheidsrechter: Paul Williams |

| Donderdag 26 september 2019 19:45 (UTC+9) 12:45 (UTC+2) | Engeland | 45 - 7  | Verenigde Staten                                | Noevir Stadium Kobe, Kobe Toeschouwers: 27.194 Scheidsrechter: Nic Berry |
| Donderdag 26 september 2019 19:45 (UTC+9) 12:45 (UTC+2) | Try: Ford 6' c Vunipola 25' c Cowan-Dickie 33' m Cokanasiga (2) 48' m, 76' c McConnochie 58' c Ludlam 67' c Con: Ford (5/7) 7', 26', 60', 68', 77' | Verslag | Try: Campbell 80+1' c Con: MacGinty (1/1) 80+2' | Noevir Stadium Kobe, Kobe Toeschouwers: 27.194 Scheidsrechter: Nic Berry |

| Zaterdag 28 september 2019 13:45 (UTC+9) 6:45 (UTC+2) | Argentinië                                                                                  | 28 - 12 | Tonga                                               | Noevir Stadium Kobe, Kobe Toeschouwers: 21.971 Scheidsrechter: Jaco Peyper |
| Zaterdag 28 september 2019 13:45 (UTC+9) 6:45 (UTC+2) | Try: Montoya (3) 7' c, 17' c, 26' c Carreras 20' c Con: Urdapilleta (4/4) 9', 19', 21', 28' | Verslag | Try: Veainu (2) 30' c, 66' m Con: Takulua (1/2) 32' | Noevir Stadium Kobe, Kobe Toeschouwers: 21.971 Scheidsrechter: Jaco Peyper |

| Woensdag 2 oktober 2019 16:45 (UTC+9) 9:45 (UTC+2) | Frankrijk | 33 - 9  | Verenigde Staten                  | Noevir Stadium Kobe, Kobe Toeschouwers: 17.660 Scheidsrechter: Ben O'Keeffe |
| Woensdag 2 oktober 2019 16:45 (UTC+9) 9:45 (UTC+2) | Try: Huget 6' c Raka 24' m Fickou 67' c Serin 70' c Poirot 79' c Con: Ramos (1/2) 8' Lopez (3/3) 68', 71', 80'+1 | Verslag | Pen: MacGinty (3/3) 19', 31', 65' | Noevir Stadium Kobe, Kobe Toeschouwers: 17.660 Scheidsrechter: Ben O'Keeffe |

| Zaterdag 5 oktober 2019 17:00 (UTC+9) 10:00 (UTC+2) | Engeland | 39 - 10 | Argentinië                                                          | Ajinomotostadion, Tokio Toeschouwers: 48.185 Scheidsrechter: Nigel Owens |
| Zaterdag 5 oktober 2019 17:00 (UTC+9) 10:00 (UTC+2) | Try: May 9' m Daly 35' m Youngs 40'+1 m Ford 45' c Nowell 74' c Cowan-Dickie 80' c Con: Farrell (3/6) 47', 76', 80+1' Pen: Farrell (1/2) 54' | Verslag | Try: Moroni 71' c Con: Boffelli (1/1) 72' Pen: Urdapilleta (1/1) 7' | Ajinomotostadion, Tokio Toeschouwers: 48.185 Scheidsrechter: Nigel Owens |

| Zondag 6 oktober 2019 16:45 (UTC+9) 9:45 (UTC+2) | Frankrijk                                                                                | 23 - 21 | Tonga                                                                                        | Kumamoto Stadium, Kumatomo Toeschouwers: 28.477 Scheidsrechter: Nic Berry |
| Zondag 6 oktober 2019 16:45 (UTC+9) 9:45 (UTC+2) | Try: Vakatawa 6' c Raka 32' c Con: Ntamack (2/2) 7', 34' Pen: Ntamack (3/4) 4', 52', 60' | Verslag | Try: Takulua 40' c Hingano 47' c Kapeli 79' c Con: Takulua (2/2) 40'+1, 49' Fosita (1/1) 80' | Kumamoto Stadium, Kumatomo Toeschouwers: 28.477 Scheidsrechter: Nic Berry |

| Woensdag 9 oktober 2019 13:45 (UTC+9) 6:45 (UTC+2) | Argentinië | 47 - 17 | Verenigde Staten                                                    | Kumagaya Rubgy Stadium, Kumagaya Toeschouwers: 24.377 Scheidsrechter: Paul Williams |
| Woensdag 9 oktober 2019 13:45 (UTC+9) 6:45 (UTC+2) | Try: Sánchez 19' c Tuculet (2) 25' c, 35' m Mallia (2) 44' c, 48' c de la Fuente 57' c Bertranou 71' c Con: Sánchez (5/6) 21', 25', 45', 49', 57' Urdapilleta (1/1) 72' | Verslag | Try: Scully (2) 39' m, 80+3' m Lasike 60' c Con: MacGinty (1/2) 61' | Kumagaya Rubgy Stadium, Kumagaya Toeschouwers: 24.377 Scheidsrechter: Paul Williams |

| Zaterdag 12 oktober 2019 17:15 (UTC+9) 10:15 (UTC+2) | Engeland | 0 - 0 | Frankrijk | Nissan-stadion, Yokohama Scheidsrechter: Jaco Peyper |
| Zaterdag 12 oktober 2019 17:15 (UTC+9) 10:15 (UTC+2) |          |       |           | Nissan-stadion, Yokohama Scheidsrechter: Jaco Peyper |

| Zondag 13 oktober 2019 14:45 (UTC+9) 7:45 (UTC+2) | Verenigde Staten                                                      | 19 - 31 | Tonga | Hanazomo Rugby Stadium, Hanazomo Toeschouwers: 22.012 Scheidsrechter: Nigel Owens |
| Zondag 13 oktober 2019 14:45 (UTC+9) 7:45 (UTC+2) | Try: Te'o (2) 21' c, 26' m Lamborn 77' c Con: MacGinty (2/3) 22', 78' | Verslag | Try: Fisiihoi 17' c Hingano 58' c Piutau 62' c Veainu 80'+1 c Con: Takulua (2/2) 19', 60' Faiva (1/1) 64' Piutau (1/1) 80+2' Pen: Takulua (1/1) 51' | Hanazomo Rugby Stadium, Hanazomo Toeschouwers: 22.012 Scheidsrechter: Nigel Owens |

### Groep D
| Team      | WG | G | GL | V | TV | TT | PV  | PT  | +/− | BP | Ptn |
| --------- | -- | - | -- | - | -- | -- | --- | --- | --- | -- | --- |
| Wales     | 4  | 4 | 0  | 0 | 17 | 8  | 136 | 69  | +69 | 3  | 19  |
| Australië | 4  | 3 | 0  | 1 | 20 | 7  | 136 | 68  | +68 | 4  | 16  |
| Fiji      | 4  | 1 | 0  | 3 | 16 | 14 | 110 | 108 | -2  | 3  | 7   |
| Georgië   | 4  | 1 | 0  | 3 | 9  | 19 | 65  | 122 | -57 | 1  | 5   |
| Uruguay   | 4  | 1 | 0  | 3 | 6  | 23 | 60  | 140 | -80 | 0  | 4   |

| Zaterdag 21 september 2019 13:45 (UTC+9) 6:45 (UTC+2) | Australië                                                             | 39 - 21 | Fiji                                                                                     | Sapporo Dome, Sapporo Toeschouwers: 36.482 Scheidsrechter: Ben O'Keeffe |
| Zaterdag 21 september 2019 13:45 (UTC+9) 6:45 (UTC+2) | Con: Lealiifano (1/2) 19' To'omua (2/3) 70', 74' Pen: Hodge (1/1) 51' | Verslag | Try: Yato 9' m Nayacalevu 44' c Con: Volavola (1/2) 46' Pen: Volavola (3/3) 5', 23', 31' | Sapporo Dome, Sapporo Toeschouwers: 36.482 Scheidsrechter: Ben O'Keeffe |

| Maandag 23 september 2019 19:15 (UTC+9) 12:15 (UTC+2) | Wales | 43 - 14 | Georgië                                                                  | Toyotastadion, Toyota Toeschouwers: 35.546 Scheidsrechter: Luke Pearce |
| Maandag 23 september 2019 19:15 (UTC+9) 12:15 (UTC+2) | Try: J. Davies 3' m Tipuric 13' c Adams 19' c L. Williams 40' c T. Williams 65' c North 76' c Con: Biggar (4/5) 14', 20', 40', 66' Halfpenny (1/1) 77' Pen: Biggar (1/1) 7' | Verslag | Try: Mamukashvili 43' c Chilachava 69' c Con: Abzhandadze (2/2) 44', 70' | Toyotastadion, Toyota Toeschouwers: 35.546 Scheidsrechter: Luke Pearce |

| Woensdag 25 september 2019 14:15 (UTC+9) 7:15 (UTC+2) | Fiji | 27 - 30 | Uruguay | Kamaishi Recovery Memorial Stadium, Kamaishi Toeschouwers: 14.025 Scheidsrechter: Pascal Gauzere |
| Woensdag 25 september 2019 14:15 (UTC+9) 7:15 (UTC+2) | Try: Dolokoto 8' m Mawi 19' c Ratuniyarawa 48' m Matawalu (2) 67' m, 80+1' m Con: J. Matavesi (1/3) 20' | Verslag | Try: Arata 14' c Diana 22' c Cat 26' c Con: Berchesi (3/3) 15', 23', 28' Pen: Berchesi (3/4) 38', 61', 76' | Kamaishi Recovery Memorial Stadium, Kamaishi Toeschouwers: 14.025 Scheidsrechter: Pascal Gauzere |

| Zondag 29 september 2019 14:15 (UTC+9) 7:15 (UTC+2) | Georgië | 33 - 7  | Uruguay                                     | Kumagaya Athletic Stadium, Kumagaya Toeschouwers: 24.895 Scheidsrechter: Wayne Barnes |
| Zondag 29 september 2019 14:15 (UTC+9) 7:15 (UTC+2) | Try: Todua 9' m Giorgadze 30' c Chilachava 43' c Bregvadze 52' c Kveseladze 58' c Con: Abzhandadze (4/5) 30', 44', 53', 59' | Verslag | Try: Vilaseca 33' c Con: Berchesi (1/1) 34' | Kumagaya Athletic Stadium, Kumagaya Toeschouwers: 24.895 Scheidsrechter: Wayne Barnes |

| Zondag 29 september 2019 16:45 (UTC+9) 9:45 (UTC+2) | Australië | 25 - 29 | Wales | Ajinomotostadion, Tokio Toeschouwers: 47.885 Scheidsrechter: Romain Poite |
| Zondag 29 september 2019 16:45 (UTC+9) 9:45 (UTC+2) | Try: Ashley-Cooper 21' m Haylett-Petty 46' c Hooper 62' c Con: To'omua (2/2) 48', 63' Pen: Foley (1/1) 29' To'omua (1/1) 68' | Verslag | Try: Parkes 13' c G. Davies 38' c Con: Biggar (1/1) 14' Patchell (1/1) 39' Pen: Patchell (3/3) 33', 37', 72' Drop: Biggar (1/2) 1' Patchell (1/1) 44' | Ajinomotostadion, Tokio Toeschouwers: 47.885 Scheidsrechter: Romain Poite |

| Donderdag 3 oktober 2019 14:15 (UTC+9) 7:15 (UTC+2) | Georgië                                                                   | 10 - 45 | Fiji | Shizuokastadion, Shizuoka Toeschouwers: 21.069 Scheidsrechter: Paul Williams |
| Donderdag 3 oktober 2019 14:15 (UTC+9) 7:15 (UTC+2) | Try: Gorgodze 52' c Con: Matiashvili (1/1) 54' Pen: Matiashvili (1/2) 34' | Verslag | Try: Nayacalevu 19' c Lomani 44' m Tuisova 49' m Radradra (2) 60' c, 75' c Kunatani 67' c Ratuniyarawa 69' c Con: Volavola (5/7) 20', 62', 69', 71', 76' | Shizuokastadion, Shizuoka Toeschouwers: 21.069 Scheidsrechter: Paul Williams |

| Zaterdag 5 oktober 2019 14:15 (UTC+9) 7:15 (UTC+2) | Australië | 45 - 10 | Uruguay                                                          | Shizuokastadion, Shizuoka Toeschouwers: 33.781 Scheidsrechter: Mathieu Raynal |
| Zaterdag 5 oktober 2019 14:15 (UTC+9) 7:15 (UTC+2) | Try: Haylett-Petty (2) 5' c, 67' m Petaia 23' c Kuridrani (2) 30' m, 45' c Genia 52' c Slipper 60' c Con: Lealiifano (5/7) 6', 24', 47', 54', 62' | Verslag | Try: Diana 78' c Con: Berchesi (1/1) 78' Pen: Berchesi (1/1) 12' | Shizuokastadion, Shizuoka Toeschouwers: 33.781 Scheidsrechter: Mathieu Raynal |

| Woensdag 9 oktober 2019 18:45 (UTC+9) 11:45 (UTC+2) | Wales | 29 - 17 | Fiji                                                | Ōitastadion, Oita Toeschouwers: 33.379 Scheidsrechter: Jerome Garces |
| Woensdag 9 oktober 2019 18:45 (UTC+9) 11:45 (UTC+2) | Try: Adams (3) 18' c, 31' c, 61' m L. Williams 69' c Con: Biggar (2/2) 20', 32' Patchell (1/2) 70' Pen: Patchell (1/1) 58' | Verslag | Try: Tuisova 4' m Murimurivalu 9' m Penalty try 54' | Ōitastadion, Oita Toeschouwers: 33.379 Scheidsrechter: Jerome Garces |

| Vrijdag 11 oktober 2019 19:15 (UTC+9) 12:15 (UTC+2) | Australië | 27 - 8  | Georgië                                     | Shizuokastadion, Shizuoka Toeschouwers: 39.802 Scheidsrechter: Pascal Gauzere |
| Vrijdag 11 oktober 2019 19:15 (UTC+9) 12:15 (UTC+2) | Try: White 23' c Koroibete 60' c Dempsey 75' m Genia 79' m Con: To'omua (2/4) 24', 61' Pen: To'omua (1/1) 37' | Verslag | Try: Todua 70' m Pen: Matiashvili (1/1) 28' | Shizuokastadion, Shizuoka Toeschouwers: 39.802 Scheidsrechter: Pascal Gauzere |

| Zondag 13 oktober 2019 17:15 (UTC+9) 10:15 (UTC+2) | Wales | 35 - 13 | Uruguay                                                                 | Kumamoto Stadium, Kumamoto Toeschouwers: 27.317 Scheidsrechter: Angus Gardner |
| Zondag 13 oktober 2019 17:15 (UTC+9) 10:15 (UTC+2) | Try: Smith 16' c Adams 48' c Penalty try 65' T. Williams 73' c G. Davies 80+4' c Con: Halfpenny (4/4) 17', 49', 74', 80+5' | Verslag | Try: Kessler 70' c Con: Berchesi (1/1) 71' Pen: Berchesi (2/2) 21', 38' | Kumamoto Stadium, Kumamoto Toeschouwers: 27.317 Scheidsrechter: Angus Gardner |

## Knock-out fase
|  | Kwartfinale                              | Kwartfinale                     |                                 |    | Halve finale                             | Halve finale                             |    |  | Finale | Finale |
|  |                                          |                                 |                                 |    |                                          |                                          |    |  |        |        |
|  | 19 oktober 2019, Ōitastadion, Oita       |                                 |                                 |    |                                          |                                          |    |  |        |        |
|  |                                          |                                 |                                 |    |                                          |                                          |    |  |        |        |
|  | Engeland                                 | 40                              |                                 |    |                                          |                                          |    |  |        |        |
|  | Engeland                                 | 40                              | 26 oktober 2019, Nissan-stadion |    |                                          |                                          |    |  |        |        |
|  | Australië                                | 16                              |                                 |    |                                          |                                          |    |  |        |        |
|  | Australië                                | 16                              | Engeland                        | 19 |                                          |                                          |    |  |        |        |
|  | 19 oktober 2019, Ajinomotostadion, Tokio |                                 | Engeland                        | 19 |                                          |                                          |    |  |        |        |
|  |                                          | Nieuw-Zeeland                   | 7                               |    |                                          |                                          |    |  |        |        |
|  | Nieuw-Zeeland                            | Nieuw-Zeeland                   | 7                               | 46 |                                          |                                          |    |  |        |        |
|  | Nieuw-Zeeland                            |                                 | 2 november 2019, Nissan-stadion | 46 |                                          |                                          |    |  |        |        |
|  | Ierland                                  | 14                              |                                 |    |                                          |                                          |    |  |        |        |
|  | Ierland                                  | 14                              | Engeland                        | 12 |                                          |                                          |    |  |        |        |
|  | 20 oktober 2019, Ōitastadion, Oita       |                                 | Engeland                        | 12 |                                          |                                          |    |  |        |        |
|  |                                          | Zuid-Afrika                     | 32                              |    |                                          |                                          |    |  |        |        |
|  | Wales                                    | Zuid-Afrika                     | 32                              | 20 |                                          |                                          |    |  |        |        |
|  | Wales                                    | 27 oktober 2019, Nissan-stadion |                                 | 20 |                                          |                                          |    |  |        |        |
|  | Frankrijk                                | 19                              |                                 |    |                                          |                                          |    |  |        |        |
|  | Frankrijk                                | 19                              | Wales                           | 16 | derde plaats                             | derde plaats                             |    |  |        |        |
|  | 20 oktober 2019, Ajinomotostadion, Tokio |                                 | Wales                           | 16 | derde plaats                             | derde plaats                             |    |  |        |        |
|  |                                          | Zuid-Afrika                     | 19                              |    | 1 november 2019, Ajinomotostadion, Tokio | 1 november 2019, Ajinomotostadion, Tokio |    |  |        |        |
|  | Japan                                    | Zuid-Afrika                     | 19                              | 3  | 1 november 2019, Ajinomotostadion, Tokio | 1 november 2019, Ajinomotostadion, Tokio |    |  |        |        |
|  | Japan                                    |                                 |                                 |    |                                          | Nieuw-Zeeland                            | 40 |  |        |        |
|  | Zuid-Afrika                              | 26                              |                                 |    |                                          | Nieuw-Zeeland                            | 40 |  |        |        |
|  | Zuid-Afrika                              | 26                              | Wales                           | 17 |                                          |                                          |    |  |        |        |
|  |                                          |                                 | Wales                           | 17 |                                          |                                          |    |  |        |        |

### Kwartfinales
| Zaterdag 19 oktober 2019 16:15 (UTC+9) 9:15 (UTC+2) | Engeland | 40 - 16 | Australië                                                                          | Ōitastadion, Oita Scheidsrechter: Jerome Garces |
| Zaterdag 19 oktober 2019 16:15 (UTC+9) 9:15 (UTC+2) | Try: May (2) 18' c, 21' c Sinckler 46' c Watson 76' c Con: Farrell (4/4) 19', 23', 47', 77' Pen: Farrell (4/4) 30', 51', 66', 73' |         | Try: Koroibete 43' c Con: Lealiifano (1/1) 44' Pen: Lealiifano (3/3) 12', 26', 41' | Ōitastadion, Oita Scheidsrechter: Jerome Garces |

| Zaterdag 19 oktober 2019 19:15 (UTC+9) 12:15 (UTC+2) | Nieuw-Zeeland | 46 - 14 | Ierland                                                   | Ajinomotostadion, Tokio Scheidsrechter: Nigel Owens |
| Zaterdag 19 oktober 2019 19:15 (UTC+9) 12:15 (UTC+2) | Try: A. Smith (2) 14' c, 20' c B. Barrett 32' m Taylor 48' c Todd 61' m Bridge 73' c J. Barrett 79' m Con: Mo'unga (4/7) 15', 22', 49', 74' Pen: Mo'unga (1/1) 6' |         | Try: Henshaw 69' c Penalty try 76' Con: Carbery (1/1) 69' | Ajinomotostadion, Tokio Scheidsrechter: Nigel Owens |

| Zondag 20 oktober 2019 16:15 (UTC+9) 9:15 (UTC+2) | Wales                                                                                      | 20 - 19 | Frankrijk                                                                    | Ōitastadion, Oita Scheidsrechter: Jaco Peyper |
| Zondag 20 oktober 2019 16:15 (UTC+9) 9:15 (UTC+2) | Try: Wainwright 12' c Moriarty 74' c Con: Biggar (2/2) 13', 75' Pen: Biggar (2/2) 20', 54' |         | Try: Vahaamahina 5' m Ollivon 8' c Vakatawa 31' c Con: Ntamack (2/3) 9', 32' | Ōitastadion, Oita Scheidsrechter: Jaco Peyper |

| Zondag 20 oktober 2019 19:15 (UTC+9) 12:15 (UTC+2) | Japan                 | 3 - 26 | Zuid-Afrika                                                                                         | Ajinomotostadion, Tokio Scheidsrechter: Wayne Barnes |
| Zondag 20 oktober 2019 19:15 (UTC+9) 12:15 (UTC+2) | Pen: Tamura (1/1) 20' |        | Try: Mapimpi (2) 4' m, 70' m de Klerk 66' c Con: Pollard (1/3) 66' Pen: Pollard (3/4) 44', 49', 64' | Ajinomotostadion, Tokio Scheidsrechter: Wayne Barnes |

### Halve finales
| Zaterdag 26 oktober 2019 17:00 (UTC+9) 10:00 (UTC+2) | Engeland                                                                   | 19 - 7 | Nieuw-Zeeland                           | Nissan-stadion, Yokohama Scheidsrechter: Nigel Owens |
| Zaterdag 26 oktober 2019 17:00 (UTC+9) 10:00 (UTC+2) | Try: Tuilagi 2' c Con: Farrell (1/1) 3' Pen: Ford (4/5) 40', 50', 63', 69' |        | Try: Savea 57' c Con: Mo'unga (1/1) 58' | Nissan-stadion, Yokohama Scheidsrechter: Nigel Owens |

| Zondag 27 oktober 2019 18:00 (UTC+9) 10:00 (UTC+1) | Wales                                                                     | 16-19 | Zuid-Afrika                                                                        | Nissan-stadion, Yokohama Scheidsrechter: Jerome Garces |
| Zondag 27 oktober 2019 18:00 (UTC+9) 10:00 (UTC+1) | Try: Adams 65' c Con: Halfpenny (1/1) 66' Pen: Biggar (3/3) 18', 39', 46' |       | Try: de Allende 57' c Con: Pollard (1/1) 58' Pen: Pollard (4/4) 15', 20', 35', 76' | Nissan-stadion, Yokohama Scheidsrechter: Jerome Garces |

### Derde plaats
| Vrijdag 1 november 2019 18:00 (UTC+9) 10:00 (UTC+1) | Nieuw-Zeeland | 40 - 17 | Wales                                                                                        | Ajinomotostadion, Tokio Scheidsrechter: Wayne Barnes |
| Vrijdag 1 november 2019 18:00 (UTC+9) 10:00 (UTC+1) | Try: Moody 5' c B. Barrett 13' c B. Smith (2) 33' c, 40+1' c Crotty 42' c Mo'unga 76' m Con: Mo'unga (5/6) 7', 14', 34', 40+2', 44' |         | Try: Amos 19' c Adams 59' c Con: Patchell (1/1) 21' Biggar (1/1) 61' Pen: Patchell (1/1) 27' | Ajinomotostadion, Tokio Scheidsrechter: Wayne Barnes |

### Finale
| Zaterdag 2 november 2019 18:00 (UTC+9) 10:00 (UTC+1) | Engeland                              | 12 - 32 | Zuid-Afrika                                                                                               | Nissan-stadion, Yokohama Scheidsrechter: Jerome Garces |
| Zaterdag 2 november 2019 18:00 (UTC+9) 10:00 (UTC+1) | Pen: Farrell (4/5) 23', 35', 52', 60' |         | Try: Mapimpi 66' c Kolbe 74' c Con: Pollard (2/2) 67', 75 Pen: Pollard (6/8) 10', 26', 39', 43', 46', 58' | Nissan-stadion, Yokohama Scheidsrechter: Jerome Garces |

| Wereldkampioen rugby 2019 |
| ------------------------- |
| Zuid-Afrika               |